# Chanu
Chanu és un municipi francès situat al departament de l'Orne i a la regió de Normandia. L'any 2007 tenia 1.276 habitants.

## Demografia

### Població
El 2007 la població de fet de Chanu era de 1.276 persones. Hi havia 496 famílies de les quals 108 eren unipersonals (48 homes vivint sols i 60 dones vivint soles), 192 parelles sense fills, 160 parelles amb fills i 36 famílies monoparentals amb fills.
La població ha evolucionat segons el següent gràfic:
Habitants censats

### Habitatges
El 2007 hi havia 560 habitatges, 495 eren l'habitatge principal de la família, 37 eren segones residències i 28 estaven desocupats. 528 eren cases i 21 eren apartaments. Dels 495 habitatges principals, 377 estaven ocupats pels seus propietaris, 111 estaven llogats i ocupats pels llogaters i 7 estaven cedits a títol gratuït; 11 tenien una cambra, 29 en tenien dues, 84 en tenien tres, 167 en tenien quatre i 204 en tenien cinc o més. 376 habitatges disposaven pel capbaix d'una plaça de pàrquing. A 217 habitatges hi havia un automòbil i a 227 n'hi havia dos o més.

### Piràmide de població
La piràmide de població per edats i sexe el 2009 era:
| Homes | Edats   | Dones |
| ----- | ------- | ----- |
| 0     | 95 o +  | 8     |
| 4     | 90 a 94 | 12    |
| 4     | 85 a 89 | 12    |
| 8     | 80 a 84 | 12    |
| 8     | 75 a 79 | 20    |
| 24    | 70 a 74 | 32    |
| 52    | 65 a 69 | 40    |
| 32    | 60 a 64 | 28    |
| 32    | 55 a 59 | 36    |
| 36    | 50 a 54 | 48    |
| 48    | 45 a 49 | 32    |
| 44    | 40 a 44 | 48    |
| 52    | 35 a 39 | 56    |
| 24    | 30 a 34 | 24    |
| 20    | 25 a 29 | 44    |
| 44    | 20 a 24 | 20    |
| 20    | 15 a 19 | 56    |
| 56    | 10 a 14 | 32    |
| 48    | 5 a 9   | 28    |
| 48    | 0 a 4   | 16    |

## Economia
El 2007 la població en edat de treballar era de 740 persones, 533 eren actives i 207 eren inactives. De les 533 persones actives 493 estaven ocupades (251 homes i 242 dones) i 40 estaven aturades (22 homes i 18 dones). De les 207 persones inactives 98 estaven jubilades, 66 estaven estudiant i 43 estaven classificades com a «altres inactius».

### Ingressos
El 2009 a Chanu hi havia 511 unitats fiscals que integraven 1.258 persones, la mediana anual d'ingressos fiscals per persona era de 15.519 €.

### Activitats econòmiques
Dels 46 establiments que hi havia el 2007, 1 era d'una empresa extractiva, 2 d'empreses alimentàries, 3 d'empreses de fabricació d'altres productes industrials, 9 d'empreses de construcció, 10 d'empreses de comerç i reparació d'automòbils, 5 d'empreses de transport, 2 d'empreses d'hostatgeria i restauració, 1 d'una empresa financera, 3 d'empreses de serveis, 7 d'entitats de l'administració pública i 3 d'empreses classificades com a «altres activitats de serveis».
Dels 9 establiments de servei als particulars que hi havia el 2009, 1 era un paleta, 2 guixaires pintors, 2 fusteries, 2 lampisteries, 1 electricista i 1 perruqueria.
Dels 4 establiments comercials que hi havia el 2009, 1 era una botiga de més de 120 m², 1 una botiga de menys de 120 m², 1 una fleca i 1 una peixateria.
L'any 2000 a Chanu hi havia 34 explotacions agrícoles que ocupaven un total de 1.054 hectàrees.

## Equipaments sanitaris i escolars
L'únic equipament sanitari que hi havia el 2009 era una farmàcia.
El 2009 hi havia una escola elemental.

## Poblacions més properes
El següent diagrama mostra les poblacions més properes.